# Jean-Baptiste Djebbari
Jean-Baptiste Djebbari, född 26 februari 1982 i Melun, Île-de-France, är en fransk tjänsteman och politiker. Den 3 september 2019 utsågs han till transportminister.
Djebbari är medlem av La Republique en Marche!; han tillhör den andra valkretsen i departementet Haute-Vienne sedan 2017. I nationalförsamlingen är han medlem av Commission du Développement durable et de l'Aménagement du territoire, i vilken han har en tjänst fram till 2019 som samordnare för LREM-gruppen.
Djebbari utnämndes till ministerdelegat med ansvar för transport i den nya Jean Castex-regeringen (3 juli 2020).
Han avlade examen vid ENAC och École polytechnique.